# Villares de Órbigo
Villares de Órbigo es un municipio y lugar español de la provincia de León, en la comunidad autónoma de Castilla y León. Cuenta con una población de 563 habitantes (INE 2024).

## Geografía

### Ubicación
| Noroeste: Benavides de Órbigo | Norte: Benavides de Órbigo | Noreste: Santa Marina del Rey |
| Oeste: San Justo de la Vega   |                            | Este: Hospital de Órbigo      |
| Suroeste Villarejo de Órbigo  | Sur: Villarejo de Órbigo   | Sureste: Villarejo de Órbigo  |

## Demografía

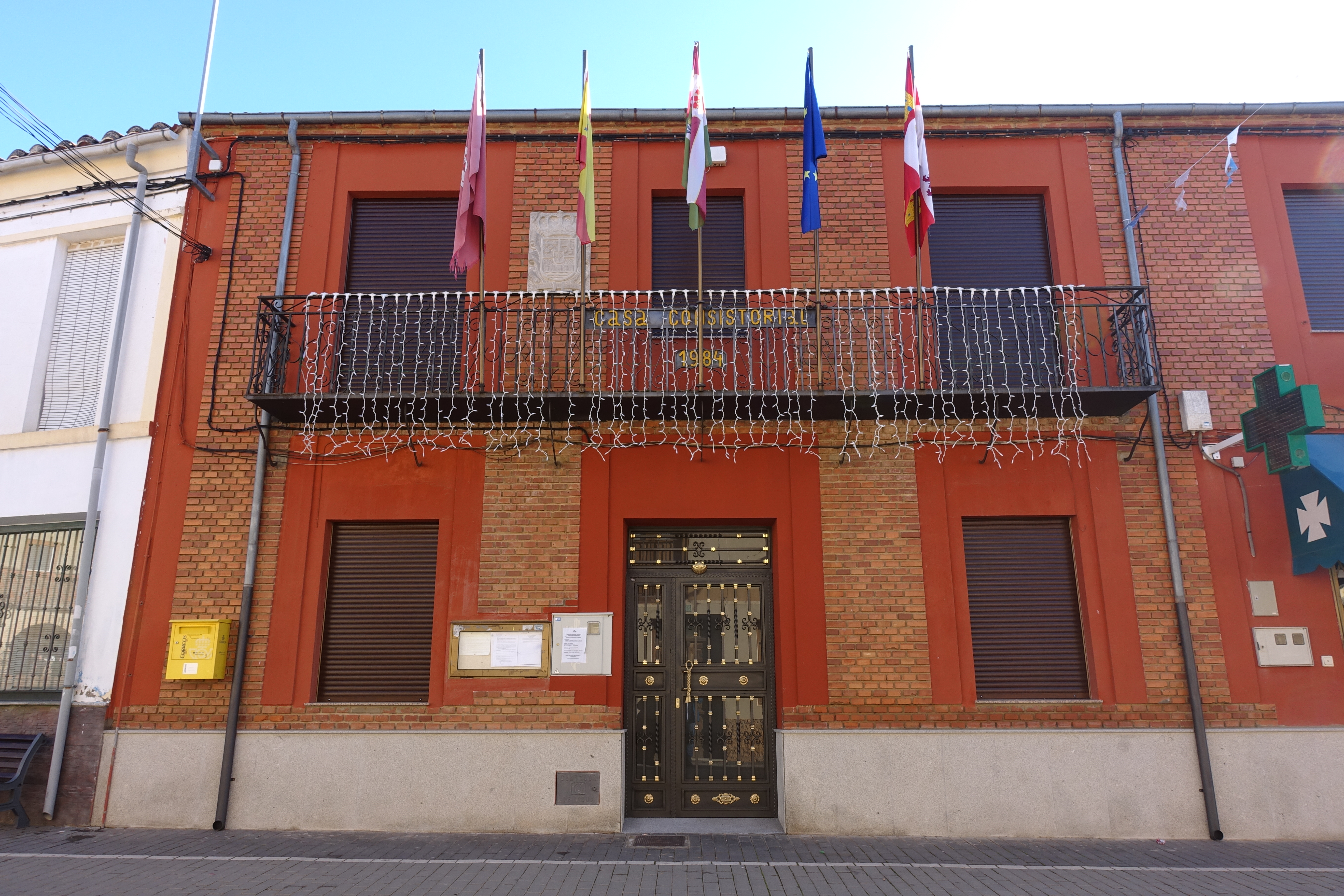
Casa consistorial

Cuenta con una población de 563 habitantes (INE 2024).
| Gráfica de evolución demográfica de Villares de Órbigo entre 1842 y 2021 |
| |
| Población de derecho según los censos de población del INE Población de hecho según los censos de población del INE Entre el censo de 1857 y el anterior disminuye el término del municipio porque independiza a Hospital de Órbigo |